# Biblioteca Municipal de Câmara de Lobos

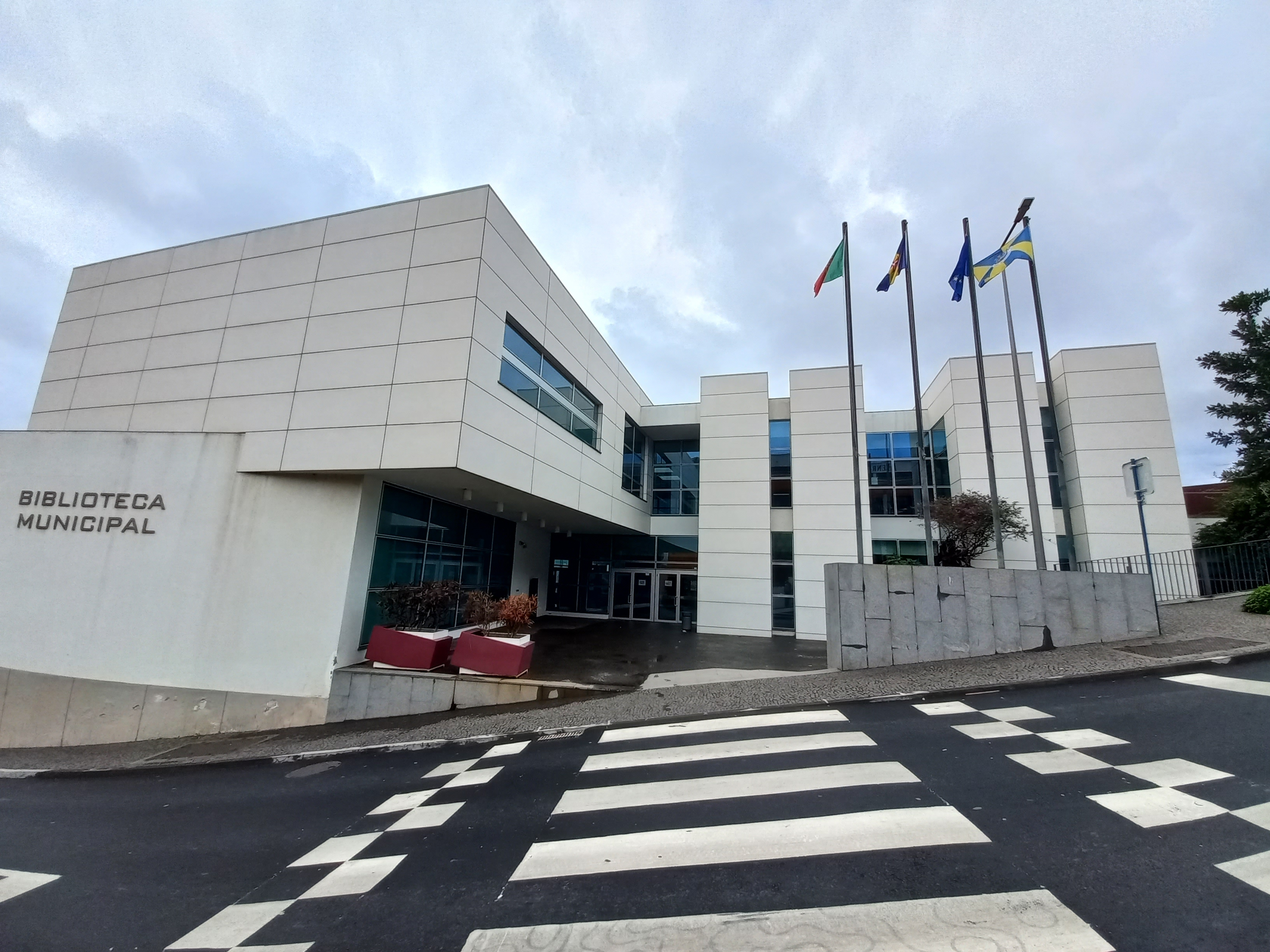

A Biblioteca Municipal de Câmara de Lobos situa-se na cidade de Câmara de Lobos, na Madeira, Portugal. Surgiu a 1 de outubro de 1980, impulsionada por uma parceria entre a Fundação Gulbenkian e a Câmara Municipal de Câmara de Lobos.

## Apresentação
A Biblioteca Municipal de Câmara de Lobos é um espaço cultural e de lazer que investe continuamente na satisfação e no crescimento pessoal do seu público. É seu objetivo participar ativamente no processo socioeducativo da comunidade, disponibilizando serviços vários ligados à informação e dinamizando atividades de natureza lúdico-pedagógica. Pretende, assim, educar para a cultura e, consequentemente, para a cidadania.
O trabalho desenvolvido em Câmara de Lobos no âmbito das Bibliotecas remonta às Bibliotecas Itinerantes da Fundação Calouste Gulbenkian que, desde os anos 60 até 1980, serviram o concelho com uma periodicidade mensal. Numa parceria entre a FCG e a Câmara Municipal de Câmara de Lobos, é inaugurada, a 1 de outubro de 1980, a primeira Biblioteca fixa, junto ao edifício da antiga Junta de Freguesia, no Largo do Poço, tendo, no entanto, um horário que se limitava ao período da manhã. Posteriormente, o horário tornou-se mais alargado e procurou-se, também, um espaço mais digno, transferindo-se a Biblioteca para o 1º piso da Casa da Cultura de Câmara de Lobos, no princípio de 2004.
Contudo, a sensibilidade para as questões da cultura e da literacia dos então representantes autárquicos tornou possível a construção da atual Biblioteca, o único projeto de raiz aprovado na região no âmbito da Rede Nacional de Bibliotecas Públicas, com o apoio da Direção-Geral do Livro e das Bibliotecas, ex-Instituto Português do Livro e das Bibliotecas. O atual edifício, com cerca de 2400 m², localizado junto à praia e no centro da cidade de Câmara de Lobos foi inaugurado a 3 de maio de 2009 e, após o primeiro mês de abertura, obteve perto de 1000 utilizadores.

## História
Na sua fase inicial, todos os livros e materiais de apoio eram patrocinados pela Fundação Calouste Gulbenkian. Já o espaço e os recursos humanos eram disponibilizados pela edilidade. A Câmara Municipal cedera um espaço na Rua São João de Deus, número cinco – perto da Junta de Freguesia de Câmara de Lobos – onde a biblioteca funcionou durante vinte e quatro anos.
Originariamente este espaço funcionava a tempo parcial, abrindo ao público apenas durante a manhã. Todavia, a afluência era tamanha que se tornou imperativo a abertura da Biblioteca a tempo inteiro, fechando apenas para almoço.
A Biblioteca estava sempre cheia de crianças, resultado da sua proximidade à antiga escola da sede. Os seus alunos, muitos deles com carpas condições económicas, viam este espaço como um refúgio e local de aprendizagens.
Nesta altura, todos os arquivos e ficheiros eram organizados manualmente. No que concerne ao ficheiro de utentes, havia dois tipos de arquivos: o numérico e o alfabético. Os ficheiros numéricos estavam organizados pelo número de inscrição do utente. Já os ficheiros alfabéticos estavam organizados alfabeticamente pelo apelido do utente. Estes ficheiros eram atualizados de três em três anos.
Quanto aos arquivos dos livros, estes eram organizados de quatro formas: em ficheiros numéricos, ficheiros alfabéticos, ficheiros por título e ficheiros por assunto.
Junto com os livros que eram enviados pela Fundação Gulbenkian duas vezes por ano - cerca de cem exemplares a cada seis meses - vinham as fichas técnicas dos livros. Estas depois eram colocadas nestes arquivos de acordo com a forma de arrumação de cada arquivo. Tal procedimento vinha a facilitar futuras pesquisas.
O ficheiro numérico era organizado pelo número de registo do livro. Este número de registo marca a ordem de entrada dos livros na biblioteca. O ficheiro alfabético era organizado de acordo com os nomes dos autores das obras, tendo como orientação os seus apelidos.
Outro arquivo era organizado alfabeticamente pelos títulos das obras e havia ainda o arquivo que era organizado pelos assuntos e temas das obras existentes na biblioteca.

## Mudança
Apesar de, a início quando surgiu, a Biblioteca ter sido considerada uma das melhores da ilha, quer devido às condições do seu espaço, quer graças à qualidade do seu espólio, a realidade é que o tempo passou, e o espaço da Biblioteca degradou-se de forma irremediável, tornando-se desta forma imperativa a mudança.
Esta mudança realizou-se a 5 de abril de 2004, transferido-se a biblioteca, a título provisório, para o número catorze da mesma rua, num espaço pertencente à Casa da Cultura de Câmara de Lobos.
A Biblioteca funcionou neste espaço durante cinco anos, enquanto se aprimoravam os planos para uma nova Biblioteca, construída de raiz, virada para o futuro e para a comunidade. Um espaço onde a tradição e a cultura pudessem se manifestar. Um espaço onde as pessoas pudessem descobrir a sua identidade e conceber novas aprendizagens. Este novo espaço, situado no Largo da Autonomia, e virado para o mar, foi então inaugurado com toda a pompa e expectativa no dia 3 de maio de 2009.
Neste novo espaço todos os processos passaram a ser informatizados e adaptados aos novos desafios dos dias que correm.

## Cronologia
- 1 de outubro de 1980

É inaugurada a primeira biblioteca em Câmara de Lobos, sediada à Rua São João de Deus nº 5, funcionando apenas a tempo parcial.
Esta fora o resultado de uma parceria profícua entre a Fundação Gulkenkian e a Câmara Municipal de Câmara de Lobos.
- 3 de maio de 1981

Devido a uma grande afluência da população, o horário de funcionamento da biblioteca é estendido a tempo inteiro.
- 5 de abril de 2004

A Biblioteca Municipal de Câmara de Lobos desloca-se, a título provisório, para um espaço na Casa da Cultura de Câmara de Lobos, situado à Rua São João de Deus nº 14.
- 31 de março de 2009

Começam os preparativos para a mudança para o novo e definitivo espaço, localizado na Praça da Autonomia nº 5.
- 3 de maio de 2009

É inaugurado o presente espaço da Biblioteca Municipal de Câmara de Lobos, pela Sua Excelência o Presidente do Governo Regional da Madeira, o Dr. Alberto João Jardim e Sua Excelência o Presidente da Câmara Municipal de Câmara de Lobos Arlindo Gomes.
Esta inauguração foi marcada por uma grande confluência por parte dos câmara-lobenses.

## Serviços
Consulta de presença (jornais, revistas, livros…);
Serviço de empréstimo domiciliário;
Serviço de apoio à informação;
Acesso a computadores de trabalho e acesso à Internet;
Visionamento de filmes e televisão por cabo;
Serviço de fotocópias e impressões;
Acesso ao catálogo informatizado;
Atividades e dinamização cultural.